# Austrokeynesianismus
Der Begriff Austrokeynesianismus stammt vom Wirtschaftsforscher Hans Seidel und bezeichnet die österreichische Form des Keynesianismus, die besonders durch die Wirtschaftspolitik der SPÖ unter Bruno Kreisky geprägt war.
In Zeiten der Ölkrise 1973 wollte die Regierung Kreisky durch Deficit spending den schlechter werdenden wirtschaftlichen Verhältnissen in Österreich entgegenwirken. Dazu wurden Maßnahmen wie öffentliche Aufträge für die Privatwirtschaft, Exportsubventionen oder die Förderung der verstaatlichten Industrie getätigt. Die Arbeitslosigkeit in Österreich konnte im Vergleich zu anderen Ländern niedrig gehalten werden und die inflationäre Entwicklung wurde gesenkt, wofür hohe Budgetdefizite in Kauf genommen werden mussten.
Besonders bekannt wurde folgender Ausspruch Kreiskys über seine Budgetpolitik: „Und wenn mich einer fragt, wie denn das mit den Schulden ist, dann sag ich ihm das was ich immer wieder sage: Dass mir ein paar Milliarden mehr Schulden weniger schlaflose Nächte bereiten als ein paar hunderttausend Arbeitslose mir bereiten.“